# Törös Tivadar
Törös Tivadar (született Marusán Tivadar Lukács, álnevén Afgánisztán Vártán, Szamosújvár, 1859 – Budapest, 1895. november 19.) magyar író, újságíró, armenológus (az örménység kutatója).

## Életpályája
Az erdélyi örmény Törös család leszármazottja.  
Marusán Tivadar Lukács, akit Theodorus Lucas Marusán néven anyakönyveztek, Marusán Adeodát és a szintén erdélyi örmény Misug Dorottya fiaként született.   Eredeti családnevét, a Marusánt 1882. február 25-én változtatta Törösre. Korán árvaságra jutott, így a Lukácsi Kristóf alapította Szent Gergely örmény katolikus árvaházban nevelkedett. Szamosújvári, majd kolozsvári gimnáziumi tanulmányait követően a kiváló képességű fiatal a Civitas Primaria Transilvaniae egyetem orvosi fakultásán folytatta magas fokú képzését. 
1882-ben a kolozsvári Ellenzék munkatársa lett és Áfgánisztán Vártán név alatt kiadta Ürminy – magyar Kalendárium c. humoros munkáját a magyar örmények életéről.  Kétesztendei kolozsvári hírlapírói működése után, 1884-ben a fővárosba költözött, ahol a Brankovics György szerkesztésében megjelenő Budapest munkatársa lett. Újabb két év múlva a Szegedi Híradó-hoz került, majd Aradon az Aradi Közlöny segédszerkesztőjeként működött. Életének utolsó éveiben (1892–1895), melyeket egyre súlyosbodó betegsége árnyékolt be, Torontál vármegye főlevéltárosaként dolgozott. Az Örmény c. háromfelvonásos zenés színművét az aradi színház hatalmas sikerrel többször is előadta az 1890–92. években. Különböző folyóiratok (Képes Családi Lapok, Szegedi Híradó, Aradi Közlöny, Szolnok-Doboka, Torontál, Nagyvárad) publikálták szépírásait, elbeszéléseit.

## Család
Felesége Philoméne Wattmann von Maëlcamp-Beaulieu, a híres osztrák sebész Joseph Wattmann unokája volt, egyetlen lány gyermekük született Törös Mária Karola, aki később Törös Marcsa néven lett a  Kolozsvári Állami Magyar Opera vezető szopránja.

## Művei
- Törös Tivadar: Áfgánisztán Vártán ürmíny-magyar kalendáriuma válagatott trifás iszmazgásakkal. Szamosújvár, 1882
- Törös Tivadar: Áfgánisztán Vártán humorisztikus kalandariuma 1883-ra. Kolozsvár, 1883
- Törös Tivadar: Áfgánistán Vártán a szamosujvári kaszinuban; A Vártán kabinetje (A mink nagy embereink). In: Örmények: Magyar írók az örmény városokról, az örmény emberről. Gyűjtötte, összeállította és szerkesztette: Sas Péter. Sorozatszerkesztő: Kőrössi P. József. Noran-Kiadó 2008
- Áfgánistán Vártán levelei, 1878–1881. Egy szamosújvári polgár karikatúrája; szerk., szöveggond., tan. Kali Kinga; Romanika, Bp., 2019 (Irodalmi építőkövek sorozat)